# Cheick Fantamady Diarra
Cheick Fantamady Diarra (Bamako, Malí, 11 de febrero de 1992) es un exfutbolista de Malí que jugaba en la posición de delantero centro.

## Carrera

### Club
| Periodo   | Club                        |
| --------- | --------------------------- |
| 2011-2015 | Rennes                      |
| 2012-2015 | Rennes B                    |
| 2013-2014 | → FC Istres (cedido)        |
| 2014–2015 | → AJ Auxerre (cedido)       |
| 2014–2015 | → AJ Auxerre B (cedido)     |
| 2015–2016 | AJ Auxerre                  |
| 2015      | → AJ Auxerre B (cedido)     |
| 2016      | Paris FC                    |
| 2016–2018 | Tours FC                    |
| 2018–2020 | LB Châteauroux              |
| 2019      | → LB Châteauroux B (cedido) |
| 2020–2021 | USL Dunkerque               |
| 2021–2022 | US Créteil                  |
| 2022–2023 | París 13 Atlético           |
| 2024      | Fujairah FC                 |

### Selección nacional
Jugó para Malí en 15 ocasiones de 2008 a 2016 y anotó tres goles, participó en la Copa Africana de Naciones 2013 donde Malí terminó en tercer lugar.
| N.º | Fecha     | Sede                                       | Rival   | Marcador | Resultado | Torneo                     |
| --- | --------- | ------------------------------------------ | ------- | -------- | --------- | -------------------------- |
| 1   | 6-2-2013  | Moses Mabhida Stadium, Durban, Sudáfrica   | Nigeria | 1–4      | 1–4       | 2013 Africa Cup of Nations |
| 2   | 31-5-2014 | Stadion Gradski vrt, Osijek, Croacia       | Croacia | 1–2      | 1–2       | Amistoso                   |
| 3   | 6-6-2015  | Centre Sportif de Maâmora, Salé, Marruecos | Libia   | 1–1      | 2–2       | Amistoso                   |